# Афанасовец
Афанасовец — упразднённая в 2020 году деревня в Великоустюгском районе Вологодской области.

## География
Расстояние по автодороге до районного центра Великого Устюга — 44 км, до центра муниципального образования Лодейки — 5 км. Ближайшие населённые пункты — Печерза, Большое Вострое, Березово.

## История
Входила на момент упразднения в состав Марденгского сельского поселения, с точки зрения административно-территориального деления — в Нижнеерогодский сельсовет.

## Население
| 2002 | 2010 |
| ---- | ---- |
| 0    | →0   |